# Автолюкс
Автолюкс («ААЗ Трейдінг-Автолюкс») — українська компанія, що займається автобусними пасажирськими перевезеннями. Здійснює 40 щоденних автобусних регулярних рейсів Україною, щомісяця автобуси компанії перевозять понад 40 тисяч пасажирів[ангажоване джерело].

## Історія
1997 року підприємством ПІК «ААЗ Трейдінг Ко» була зареєстрована торговельна марка «Автолюкс». У травні 1997 року був відкритий перший рейс за маршрутом Київ — Одеса.

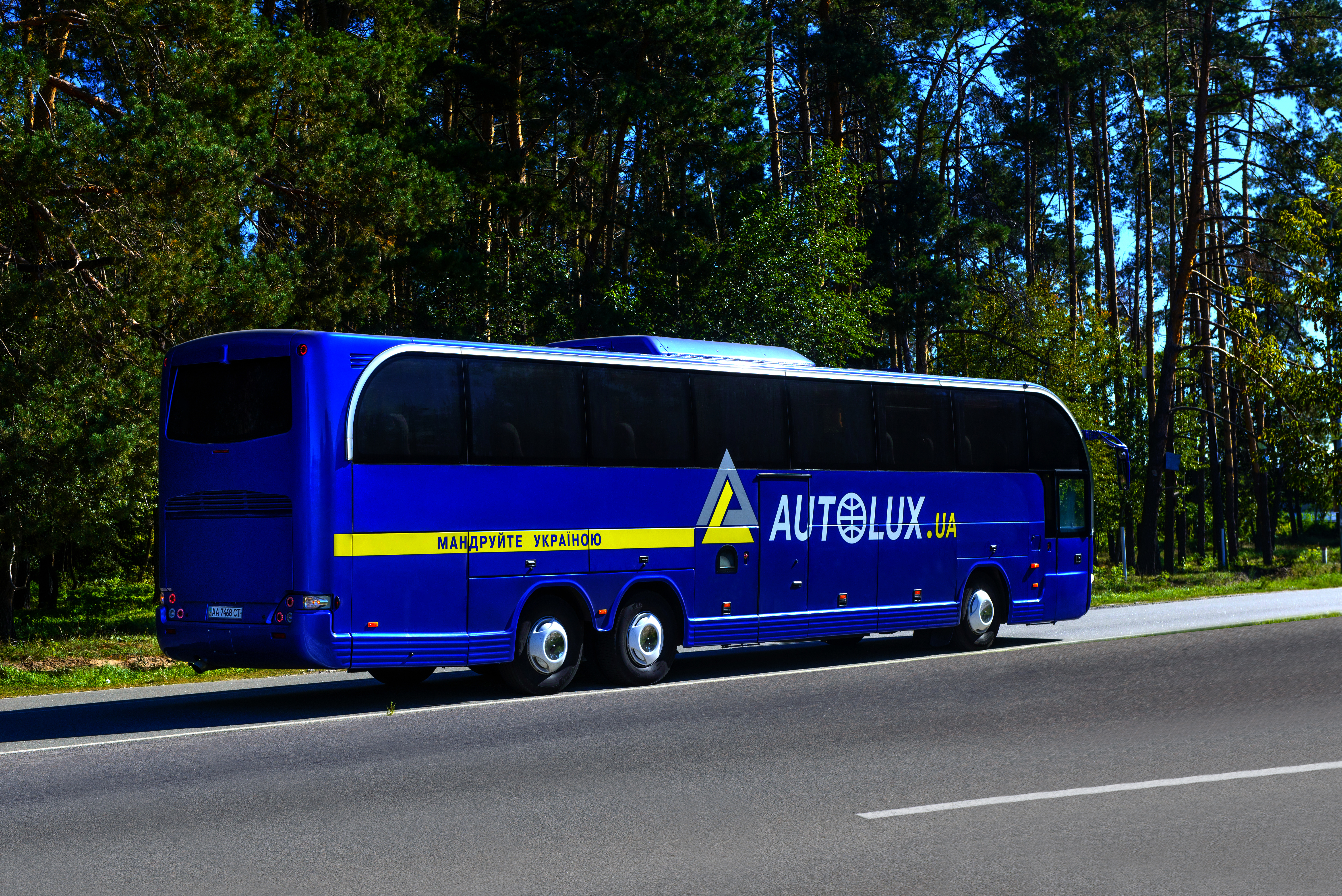
Автобус «Автолюкс»

В середині 2001 року Автолюкс вже обслуговувала шістнадцять маршрутів.
З 22 січня 2015 року автобуси компанії «Автолюкс» прибувають та вирушають від автостанції «Видубичі».

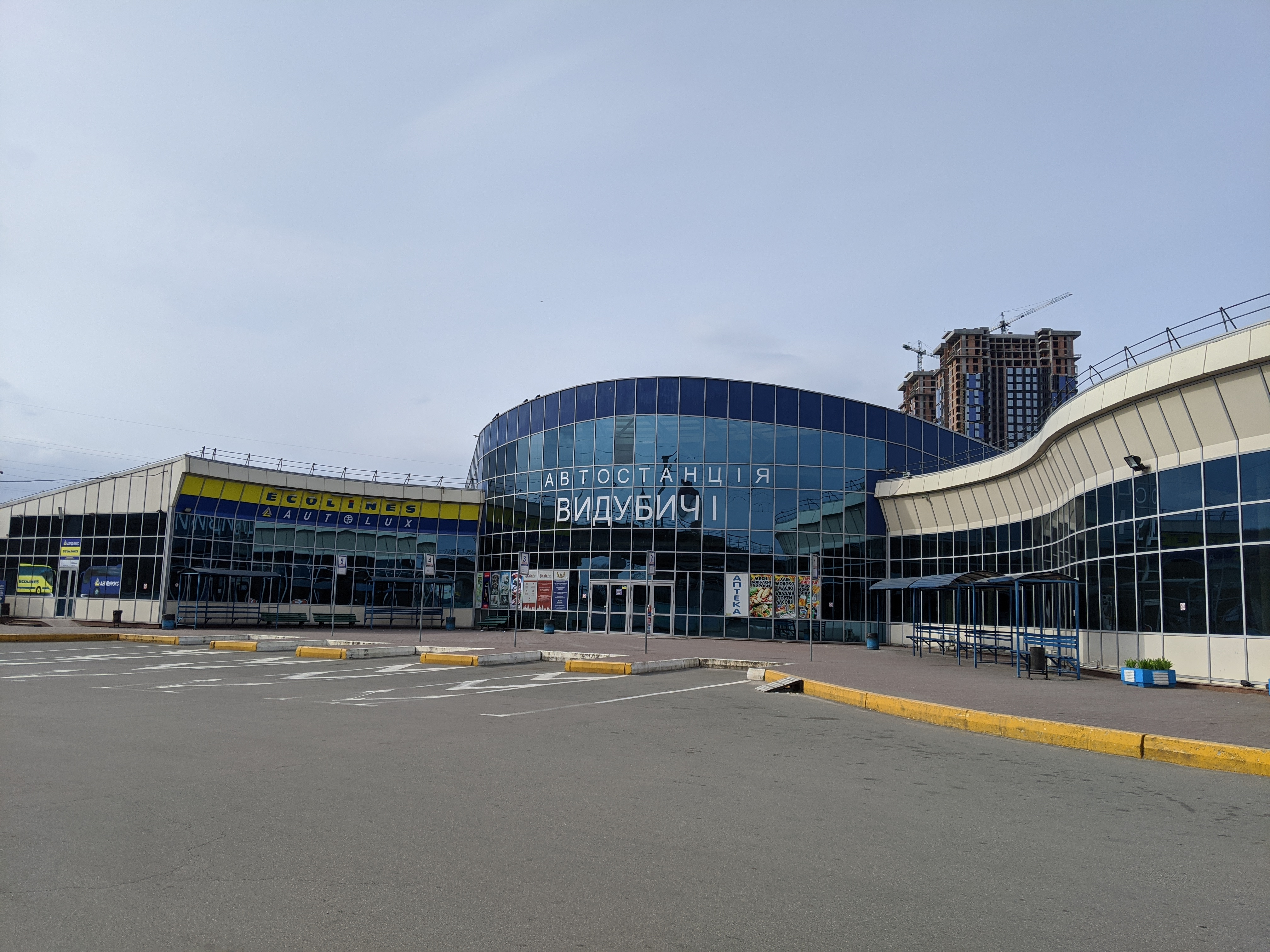
Автостанція «Видубичі»

У 2017 році активи компанії з пасажирських перевезень придбала латвійська компанія «Норма-А», після чого «Автолюкс» ввійшов до холдингу Ecolines.

## Послуги
Підприємство першим в Україні розпочало здійснювати пасажирські перевезення комфортабельними автобусами класу «люкс».